# Brīvā Latvija
«Latvju raksti. Brīvā Latvija» (в переводе — Латышские статьи. Свободная Латвия) — периодическое издание на латышском языке, нелегально выпускавшееся в Латвии в годы немецкой оккупации. Издателем и главным редактором, как и автором большинства статей, был лидер «Перконкруста» Густавс Целминьш.
Издание выходило с лета 1943 по март 1944 года. Всего было выпущено 13 номеров (первые четыре номера вышли под названием «Vēstījums» («Послание»). Первый номер в количестве 20-30 экземпляров изготовил собственноручно сам Густавс.
Содержание номеров главным образом делились на разделы:
1. Внешняя политика и военные события.
2. Внутренняя политика.
3. Практические вопросы.
В связи с арестом Целминьша в марте 1944 года выпуск «Latvju raksti Brīvā Latvija» был прекращён.